# Циклинская, Прасковья Васильевна
Прасковья Васильевна Циклинская (1859—1923) — русский и советский бактериолог, первая русская женщина — профессор бактериологии, ученица И. И. Мечникова.

## Биография
Родилась в 1859 году.
В 1880-х годах переехала в Петербург и поступила на Высшие женские курсы, которые окончила в 1889 году. В том же году отправлена в Париж на курсы при Пастеровском институте, которые окончила в том же 1889 году. Прасковья Васильевна после их окончания собиралась возвращаться в Российскую империю, но знакомство с И. И. Мечниковым вносит свои коррективы и Прасковья Васильевна с 1889 по 1894 год работает у него в лаборатории.
В 1894 году по указанию Ильи Мечникова переехала в Москву, но год остаётся без работы. Только в 1895 году её приглашают в Московский университет, которому она была верна до самой смерти.
Работала в бактериологическом институте при Московском университете (1895—1923), одновременно с этим заведовала кафедрой бактериологии высших женских курсов (1907—1923), которые в 1918 году были преобразованы во 2-й Московский университет. Прасковья Васильевна жила и работала в Москве по адресам: Плотниковый переулок, 19 (дом не сохранился), Гранатный переулок, 2/9 (в начале 1910-х годов), Большой Кисловский переулок, 4 (в середине 1910-х годов), Поварская улица, 29 (середина 1910-х годов — до самой смерти).
Скончалась 25 декабря 1923 года в Москве в возрасте 64-х лет. Похоронена на Новодевичьем кладбище.

## Научные работы
Основные научные работы посвящены вопросам медицинской микробиологии.
- 1898—1902 — Открыла новые виды термофильных бактерий.
- 1901 — Изучала изменчивость бактерий и их приспособление к окружающей среде.

## Научные труды и литература
- Циклинская П. В. К вопросу об этиологии инфекционных желудочно-кишечных заболеваний у детей раннего возраста. — Харьковский медицинский журнал. — 1914. — 18. — с. 1—381.

## Членство в обществах
- 1903—23 — Доктор естественных наук Женевского университета.
- 1917—23 — Доктор медицинских наук Honoris causa МГУ.